# Huayou Cobalt
Zhejiang Huayou Cobalt Company Limited («Хуаю Кобальт») — китайская горнодобывающая, металлургическая и химическая компания, крупнейший в стране поставщик соединений кобальта, а также крупный производитель соединений меди, никеля и лития. Основана в 2002 году, штаб-квартира расположена в уезде Тунсян города Цзясин.  

## История
Компания Huayou Cobalt основана в мае 2002 года бизнесменами Чэнь Сюэхуа и Се Вэйтуном. В 2003 году она начала разработку кобальтовых ресурсов в ДР Конго, в 2012 году открыла промышленный парк в Цюйчжоу (провинция Чжэцзян), в 2015 году провела IPO на Шанхайской фондовой бирже, в 2016 году основала дочернюю компанию Huayou New Energy Technology (Цюйчжоу). В 2017 году была основана дочерняя компания Zhejiang Huayou Recycling Technology, в 2018 году Huayou Cobalt начала добычу сырья в Индонезии, в 2020 году открыла завод в Юйлине (Гуанси-Чжуанский автономный район).   
В апреле 2022 года Huayou Cobalt приобрела за 422 млн долларов у австралийской Prospect Resources литиевый рудник Аркадия в Зимбабве. В июле 2023 года компания ввела в эксплуатацию литиевую обогатительную фабрику на руднике Аркадия.
В 2023 году Huayou Cobalt заняла 213-е место в списке Fortune China 500 (в 2022 году — 349-е место). В том же году компания подписала контракт с Ford Motor и Vale на реализацию проекта гидрометаллургического производства никеля и кобальта в Помалаа (Индонезия).

## Деятельность
Zhejiang Huayou Cobalt занимается добычей и обработкой кобальтовой, никелевой и медной руды; производит различные соединения кобальта и никеля, прекурсоры и катодные материалы для литий-ионных аккумуляторов, изделия из кобальта, никеля, меди и лития; перерабатывает старые аккумуляторы. Основными потребителями продукции компании являются производители аккумуляторных батарей для электромобилей и бытовой электроники (в том числе CATL, SPIC, Apple, Microsoft, Tesla, Ford, Samsung Electronics, Samsung SDI, LG Chem / LG Energy Solution, POSCO Future M, Volkswagen).
Промышленные мощности и научно-исследовательские центры Huayou Cobalt расположены в Цзясине, Цюйчжоу, Нанкине, Чэнду, Юйлине, Чжанчжоу и Тяньцзине.
По итогам 2022 года основные продажи пришлись на катодные материалы (35,4 %), тройные прекурсоры (15,4 %), кобальт (13,3 %), никель (8,5 %), медь (6,8 %) и литий (2,1 %). 60 % продаж пришлось на зарубежные рынки, 40 % — на Китай.

### Структура
В состав Huayou Cobalt входит несколько десятков дочерних структур:
- Huayou New Energy Technology Quzhou (Чжэцзян, КНР)
- Quzhou Huayou Cobalt New Materials (Чжэцзян, КНР)
- Quzhou Huayou Resource Recycling Technology (Чжэцзян, КНР)
- Zhejiang Huayou Recycling Technology (Чжэцзян, КНР)
- Zhejiang Huayou Power Technology (Чжэцзян, КНР)
- Tongxiang Times Lithium Battery Materials (Чжэцзян, КНР)
- Zhejiang Youqing Trading (Чжэцзян, КНР)
- Jiangsu Huayou Energy Technology (Цзянсу, КНР)
- Huayou New Energy Technology Zhangzhou (Фуцзянь, КНР)
- Guangxi Huayou Lithium Industry (Гуанси, КНР)
- Guangxi Bamo Technology (Гуанси, КНР)
- Yulin Times Li-ion Battery Materials (Гуанси, КНР)
- Chengdu B&M Science and Technology (Сычуань, КНР)
- Tianjin B&M Science and Technology (Тяньцзинь, КНР)
- Tianjin New Lithium Battery Materials Engineering Research Center (Тяньцзинь, КНР)
- Hubei Youxing New Energy Technology (Хубэй, КНР)
- Huayou International Mining (Гонконг, КНР)
- PT Huayue Nickel and Cobalt Indonesia (Северный Калимантан, Индонезия)
- Huayou African Resources Industry Group (ДР Конго)
- Sino-Congo Hiag Development (ДР Конго)
- La Miniere de Kasombo (ДР Конго)
- Congo Dongfang International Mining (ДР Конго)
- Prospect Lithium Zimbabwe (Восточный Машоналенд, Зимбабве)
- Orient International Minerals & Resource (ЮАР)
- Huayou B&M Hungary (Венгрия)
- AVZ Minerals (Австралия)

### Зарубежные активы
Huayou Cobalt добывает и обогащает кобальт в ДР Конго и Новой Каледонии, литий в Зимбабве, кобальт и никель в Индонезии. Завод Huayou B&M Hungary производит катодные материалы для аккумуляторов в Венгрии. Совместное предприятие Huayou Cobalt и POSCO Future M производит в Пхохане химическую продукцию для аккумуляторов.

## Акционеры
Крупнейшими акционерами Huayou Cobalt являются основатель компании Чэнь Сюэхуа (21,96 %), Hangzhou Houyou Enterprise Management (4,72 %), Zeyou Tongxiang Equity Investment (4,44 %), China Asset Management (1,86 %), UBS SDIC Fund Management (1,33 %), Guotai Asset Management (1,27 %), Zhong Ou Asset Management (1,21 %), Bank of Communications (1 %), China Universal Asset Management (0,92 %), E Fund Management (0,92 %) и Bosera Asset Management (0,92 %).